# Chinen Yūri
Chinen Yūri (知念 侑李 (Tri Niệm Hựu Lý) sinh ngày 30 tháng 11, 1993 tại Hamamatsu) là một diễn viên, ca sĩ Nhật Bản, thành viên nhóm nhạc Hey! Say! JUMP.

## Tiểu sử
Chinen Yuuri có bố là Chinen Takashi (sinh năm 1967), một vận động viên thể dục, người đã đạt huy chương đồng tại Thế vận hội Mùa hè 1992.
Chinen được đặt tên theo Osawa Yuri, một phát thanh viên mà mẹ anh yêu thích, nhưng được viết khác nhau: "yu" là chữ thường hay được sử dụng trong tên dành cho nữ (侑 yū) và "ri" trong Li (李).

## Sự nghiệp
Vào 2/6/2003, Yuuri gia nhập Johnny & Associates như một người đang được đào tạo. Arioka Daiki, là một thành viên cùng nhóm với anh ấy, cũng ở đấy suốt một khoảng thời gian trên.

Vào 2007, anh dời từ quê ở Hamamatsu đến thủ đô Tokyo, và sự nghiệp mới thực sự bắt đầu.
 
Vào 3/4 cùng năm, anh bắt đầu hoạt động trong nhóm Hey! Say! 7 và diễn trước công chúng tại KAT-TUN concert.

Vào 21/9/2007, Chinen Yuri chính thức trở thành thành viên nhóm nhạc Hey! Say! JUMP.
Năm 2009, Chinen tham gia vào nhóm nhạc tạm thời NYC để cổ vũ đội bóng chuyền Nhật Bản trong FIVB World Grand Prix năm 2009. Nhóm gồm có Yamada Ryosuke, Nakayama Yuma và 4 thành viên nhóm B.I.Shadow.
Ngày 2 tháng 3 năm 2010, công ty Johnny & Associates tiết lộ rằng Yamada Ryosuke và Chinen Yuri sẽ là thành viên chính thức của nhóm NYC. Việc hoạt động song song trong 2 nhóm nhác là điều rất hiếm. Khi NYC chính thức ra mắt và hoạt động, Chinen và Yamada có đi biểu diễn cùng nhóm trong một số dịp.
Tháng 4 năm 2013, Chinen nhận giải Drama của năm 2012 với hạng mục Diễn viên mới xuất sắc nhất cho vai diễn của anh trong Saiko no Jinsei no Awarikata~Ending Planner và Sprout.

## Sự xuất hiện
- Merengue no Kimochi (with Ryosuke Yamada, NTV, ngày 11 tháng 10 năm 2008)
- Vainilla (with Ryosuke Yamada, ngày 15 tháng 8 năm 2009)
- VS Arashi (with Ryosuke Yamada, Fuji TV, ngày 15 tháng 8 năm 2009)
- Dasshutsu Game Dero! (with Ryosuke Yamada, ngày 8 tháng 12 năm 2010)

Với các hoạt động liên quan đến Hey! Say! JUMP, xem ở Hey! Say! JUMP

### TV Dramas
Nanako & Nanao (NHK, 2004) as Nanao

Yukan Club (NTV, 2007) as Yuta (Episode 2)

1 Pound no Fukuin (NTV, 2008) as Yoshihiko (Episode 3)

Sensei wa Erai(NTV, 2008) as Umeno Wataru

Scrap Teacher: Kyoushi Saisei (NTV, 2008) as Yoshida Eitarou

Sprout(NTV, 2013) as Souhei

### Variety Shows
Shonen Club

Hyakushiki

School Kakumei! (tháng 4 năm 2009 -, NTV)

### Phim
Nin x Nin: The Ninja Star Hattori (Toho, August 28,2 004) as Kenichi Mitsuba

Sword of the Stranger (opened Semtemper 29, 2007) as Kotaro

### Giai đoạn
Playzone 2007: Chance to Change (performed with Shonentai, 2007) as Ken

### Solo
On The Wind
Stars In Heaven, (duet with Yamada Ryosuke)
Ookiku nare~
Kawaii kimi no todo mono
You(裕)&You(侑)